# Metachromatische Leukodystrophie
Die metachromatische Leukodystrophie (von altgriechisch μετά meta, deutsch ‚neben‘ (im Sinne einer Abweichung) und altgriechisch χρῶμα chroma, deutsch ‚Farbe‘, siehe auch Metachromasie, sowie altgriechisch λευκός leukós, deutsch ‚weiß‘, altgriechisch δύς dýs, deutsch ‚schlecht‘ und altgriechisch τροφή trophé, deutsch ‚Ernährung‘), MLD, auch Arylsulfatase-A-Mangel genannt, gehört zur Gruppe der Lipidspeicherkrankheiten (Sphingolipidosen). Sie führt zu einer Degeneration der weißen Substanz oder einer Demyelinisation.

## Epidemiologie
Die Häufigkeit wird mit 1:40.000 angegeben ohne Geschlechterpräferenz.
Die Erkrankung scheint autosomal-rezessiv vererbt zu werden, wobei verschiedene Gene beteiligt sind.

## Klinik
Je nach Manifestationsalter werden verschiedene Unterformen unterschieden:
- Spätinfantile Form (40 %), Synonyme: Metachromatische Leukodystrophie Typ Greenfield; spätinfantile Form
- Juvenile Form (40 %), Synonyme: Metachromatische Leukodystrophie Typ Scholz; juvenile Form
- Adulte Form (20 %), Synonyme: Metachromatische Leukodystrophie Typ Austin; adulte Form

Die ersten Symptome treten bei zuvor unauffälligen Kindern auf mit chronischer Verschlechterung.
Als Hauptsymptome treten zunächst Gangunsicherheit, Ataxie, Verlust der Sprachfähigkeiten sowie schlaffe Lähmungen auf. Im Verlauf entwickeln sich spastische Lähmungen. Typisch ist auch ein Visusverlust, der durch eine Optikusatrophie verursacht wird und sich in der Augenhintergrundspiegelung durch eine abgeblasste Papille darstellen lässt. Weitere Symptome sind Demenz, Gallenblasenentzündung und die Bildung von Gallensteinen, die zu Koliken führen können.

## Ursache
Die metachromatische Leukodystrophie wird durch einen Mangel an Arylsulfatase A verursacht. Dadurch kann die Sulfatgruppe sulfatierter Glycosphingolipide nicht abgespalten und die Lipide können nachfolgend nicht wie üblich im Lysosom weiter degradiert werden: Sie akkumulieren dort. Es kommt zu einer Speicherung von Sulfatid vor allem in den Markscheiden des ZNS und PNS mit nachfolgender Markscheidendegeneration.

## Diagnose
Die Störung der weißen Substanz kann durch eine Schädel-Magnetresonanztomographie entdeckt werden.
Typische Befunde sind:
- Symmetrie der Veränderungen
- Diffuse Signalveränderung der weißen Substanz des Grosshirns
- Frühzeitiger Befall des Balkens sowie des Hirnstammes

Differentialdiagnostisch sind Morbus Krabbe, ADEM, Adrenoleukodystrophie und Multipler Sulfatase-Mangel abzugrenzen.
Bestätigt wird die Diagnose über die Bestimmung der Arylsulfatase A im Harn. Als spezifisch gilt die verminderte Aktivität der Arylsulfatase A in Leukozyten.
In der Skelettmuskulatur dominiert eine Typ-1-Muskelfaseratrophie.

## Therapie
Bis Anfang 2021 gab es keine kausale Therapie, so dass nur symptomatische Therapie versucht werden konnte. Seit Mai 2021 ist eine Gentherapie mit dem Handelsnamen Libmeldy (Hersteller: Orchard Therapeutics) in Deutschland und anderen Ländern verfügbar. Dabei wird mit Hilfe transgener, also veränderter Lentiviren die intakte Nukleinsäure-Sequenz des für die Krankheit verantwortlichen Gens in die Blutstammzellen des Patienten integriert. Das Verfahren macht sich den Umstand zunutze, dass Lentiviren, wie beispielsweise das HIV, Teile ihres Genoms in das Genom der Wirtszellen integrieren.
Im November 2021 hat der Gemeinsame Bundesausschuss (G-BA) Libmeldy bewertet und einen erheblichen „Zusatznutzen“ gesehen / bestätigt. Die Kosten für die einmalige Anwendung liegen bei ca. 2,3 Mio. Euro.
Andere Ansätze untersuchen die Gabe gentechnisch hergestellter Arylsulfatase A über einen Katheter in das Gehirn.